# Halásztelek
Halásztelek is een plaats (város) en gemeente in het Hongaarse comitaat Pest. Halásztelek telt 8199 inwoners (2007).